# 唱红打黑
唱紅打黑，特指中共第十七届中央政治局委员薄熙来任重庆市委书记时发动的两场有争议的政治运动：
一是“唱红运动”，即“唱红歌、读经典、讲故事、传箴言”活动；二是“打黑运动”，即重庆打黑除恶专项行动。2012年3月15日，薄熙来被免去中共重庆市委书记一职，时任国务院副总理张德江兼任中共重庆市委书记，“唱红打黑”运动即告终止。

## 唱读讲传
“唱红歌、读经典、讲故事、传箴言”，简称“唱红运动”或“唱红歌”，官方简称“唱、读、讲、传”，是“唱紅打黑”运动的第一部分。从2008年起，薄熙来在重庆市推广红色歌曲等红色经典作品，重庆也因而被揶揄为“西红市”(番茄)。

## 打黑除恶
“重庆打黑除恶专项行动”，简称“重庆打黑”，是“唱紅打黑”运动的第二部分。在重庆市公安局王立军的率领下，重庆市文强等一批官员纷纷落马。但是打黑运动，被怀疑可能存在刑讯逼供、铲除异己的行为，因而在改善治安的同时，也产生了极大的社会争议。